# Commagena
La Commagena (en grec antic: Κομμαγηνή, llatí: Commagene) va ser una regió situada al sud-oest d'Armènia i al nord de Síria, a la zona al sud de la ciutat turca de Melitene, fins al riu Eufrates. El seu nom deriva del mot Kummukh, nom d'un regne neohitita de l'edat del ferro. En l'actualitat, el territori de la Commagena correspon aproximadament a la província turca d'Adıyaman i el nord de la de Gaziantep.
La frontera oriental i del sud era el riu Eufrates, i l'occidental la regió de Cilícia i les muntanyes de Nur. El nord de la regió està limitat per les muntanyes del Taure. Per la seva situació geogràfica a la riba dreta de l'Eufrates la regió fou territori de frontera en diverses ocasions. En l'antiguitat clàssica, marcà el límit entre l'Imperi romà i l'Imperi part entre mitjans del segle i aC i finals del segle ii, període en què es produïren les guerres pàrtiques, fins que Roma traspassà l'Eufrates, i ocupà Babilònia. En l'antiguitat tardana, fou terra on repetidament xocaren l'Imperi Romà d'Orient i el món arabomusulmà, fins que aquests la conqueriren en la seva expansió cap a la península Anatòlica.
Era un país ric i fèrtil. Va ser consecutivament regió, satrapia selèucida, regne independent i província romana.

## Geografia
A finals del segle i aC l'escriptor i viatger Estrabó va descriure Commagena com un país petit dotat d'una terra extremadament fèrtil, amb grans plantacions d'arbres fruiters. Part del territori estava format per estepes, i l'historiador Flavi Josep explica que també grans extensions estaven cobertes per boscos. Publi Corneli Tàcit, en el segle i, atribueix la riquesa del país als recursos minerals. La posició geogràfica de Commagena també contribuïa a la seva prosperitat. La regió es trobava en un important pas de l'Eufrates, en la ruta entre el nord del Llevant cap a l'Anatòlia occidental i Europa. A més a més, la ruta de la seda creuava el país.
Commagena era un territori fronterer entre Europa i Àsia. En l'antiguitat es considerava que formava part del nord de Síria. En termes geogràfics, a partir de la ciutat de Samòsata començava l'altiplà siri.

## Inicis polítics
Durant l'Imperi Hitita, la regió s'anomenava Khashshuwa o Hassuwa o Hasu. Dominada pels hitites del període d'Hattusilis I, cap als anys 1650 aC - 1620 aC, la van perdre en temps d'Ammunas (1550 aC - 1530 aC) i la van ocupar els hurrites, passant a formar part del Regne de Mitanni. A la seva caiguda (després del 1350 aC), va tornar als hitites fins al 1185 aC, quan l'Imperi hitita es va enfonsar. Al final del segle xii aC, s'anomena Kummukhi o Kummuy, i estava en poder dels muskhis, fins que els assiris van conquerir el país a l'inici del regnat de Teglatfalassar I.
Al segle ix aC, apareix a la regió un regne dels anomenats «estats neohitites», conegut com a Kummukh, que es va declarar tributari d'Assíria. Va pertànyer a Assíria des del començament del segle ix aC fins al final del segle vii aC i es coneixen els noms de cinc dels seus reis: Hattusil (cap a l'any 870 aC), Kuhdashpi (el 854 aC aproximadament), Uspilulume (entre el 810 aC i el 770 aC), Kushtashpi (als voltants del 750 aC i el 732 aC) i Muwattalli (potser del 732 aC al 708 aC). Sota domini del Regne de Van a la meitat del segle ix aC, era anomenat pels urartians Qumakha. Més tard, el regne va ser annexionat a Assíria pel rei Sargon II. La regió passà a formar part de l'Imperi aquemènida l'any 546 aC.

## Incorporació a l'Imperi selèucida

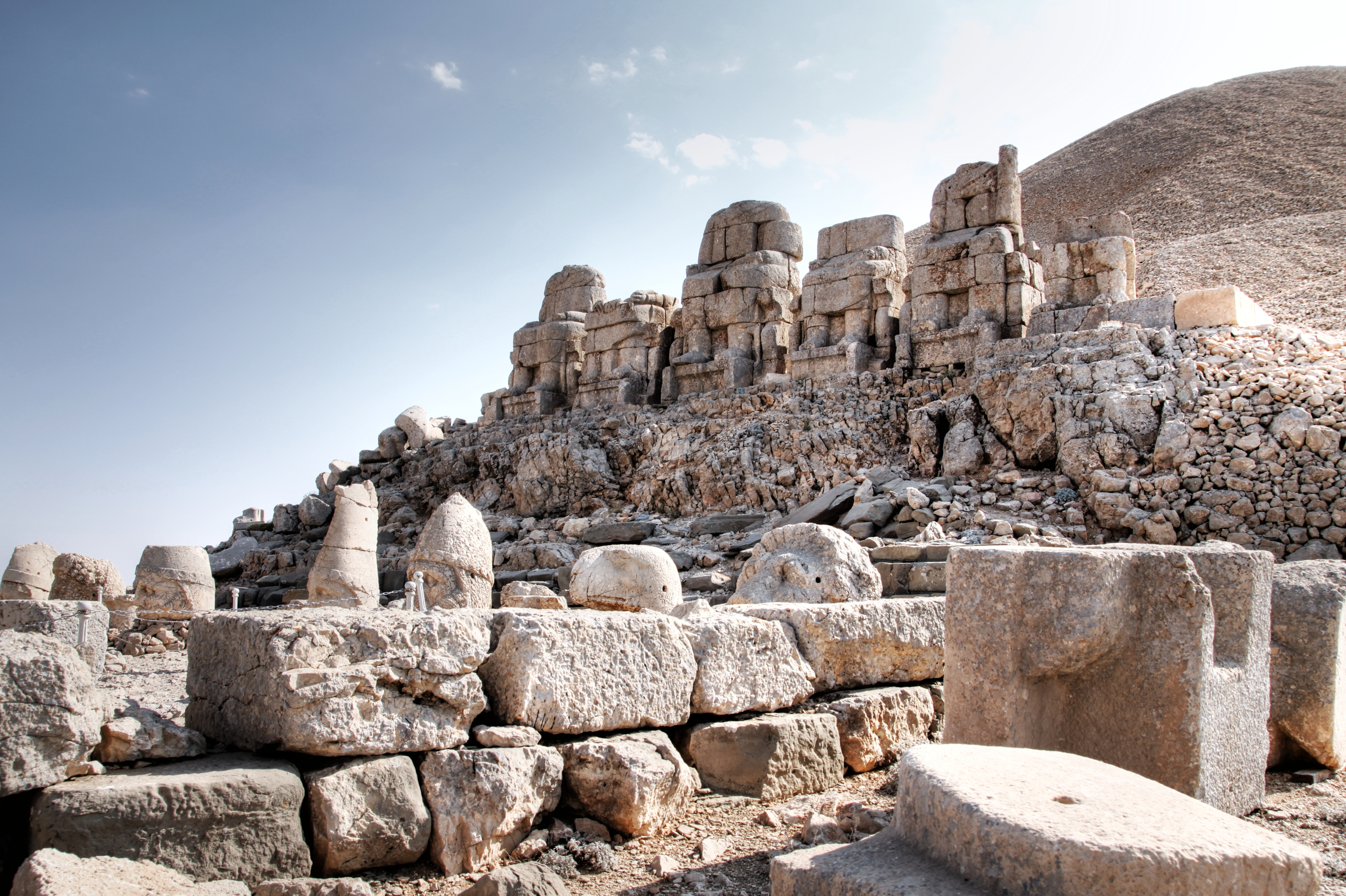
Construccions funeràries al mont Nemrut

L'Imperi selèucida fou un dels tres regnes en què es desintegrà l'imperi creat per Alexandre el Gran arran de la seva mort. Fou creat per Seleuc I Nicàtor, un dels generals d'Alexandre el Gran.
El 332 aC, la regió va caure en mans d'Alexandre el Gran i a la seva mort va formar part bàsicament del domini del general macedoni Antígon fins que, el 301 aC, va quedar dins els dominis de Seleuc I Nicàtor. Sembla que cap al 260 aC es va incloure al territori de Sames de la dinastia Oròntida, rei d'Armènia i de Sofene, que va ser substituït el 243 aC pel seu fill Arsames, i aquest el 226 aC pel seu fill Xerxes. El seu fill Abdisar, rei d'Armènia breument cap a l'any 212 aC, no se sap si va governar la Commagena, ni tampoc el seu successor Orontes IV (Ervant IV), que en fou rei del 212 aC al tomb del 201 aC. La regió després es va assignar a un príncep selèucida, segurament com a sàtrapa, càrrec que s'esperava que fos exercit sempre per un príncep de confiança de la família selèucida. El primer esmentat és Ptolemeu de Commagena cap a l'any 201 aC o poc després, emparentat amb els parts arsàcides i segurament també amb els selèucides, que devia ser molt jove quan va ser nomenat rei, perquè va regnar fins al 130 aC.
Durant l’època selèucida, Commagena era un petit regne sota l’ombra de la més poderosa Armènia, situada al seu nord-est. Commagena estava situada a la riba dreta de l'Eufrates, i a la riba esquerra es trobava el Regne de Sofene, en una situació política similar.

### La influència cultural grega
A partir de la conquesta de la regió per part d'Alexandre el Gran i la posterior integració en l'Imperi selèucida, es produí una forta influència de la cultura grega, sobretot entre els dirigents de la societat. La proximitat de dues ciutats molt hel·lenitzades, com Antioquia i Palmira, va permetre un contacte intens amb la cultura grega. La introducció del grec (la koiné, la llengua grega comuna) entre les elits, l'art i espais públics va establir un nou horitzó cultural en els habitants de la regió, i començà el procés d'hel·lenització.
Alexandre el Gran i els primers governants selèucides fundaren moltes ciutats, les quals es convertiren en centres culturals grecs, com Zeugma i Selèucia del Tigris.

## Regne autònom

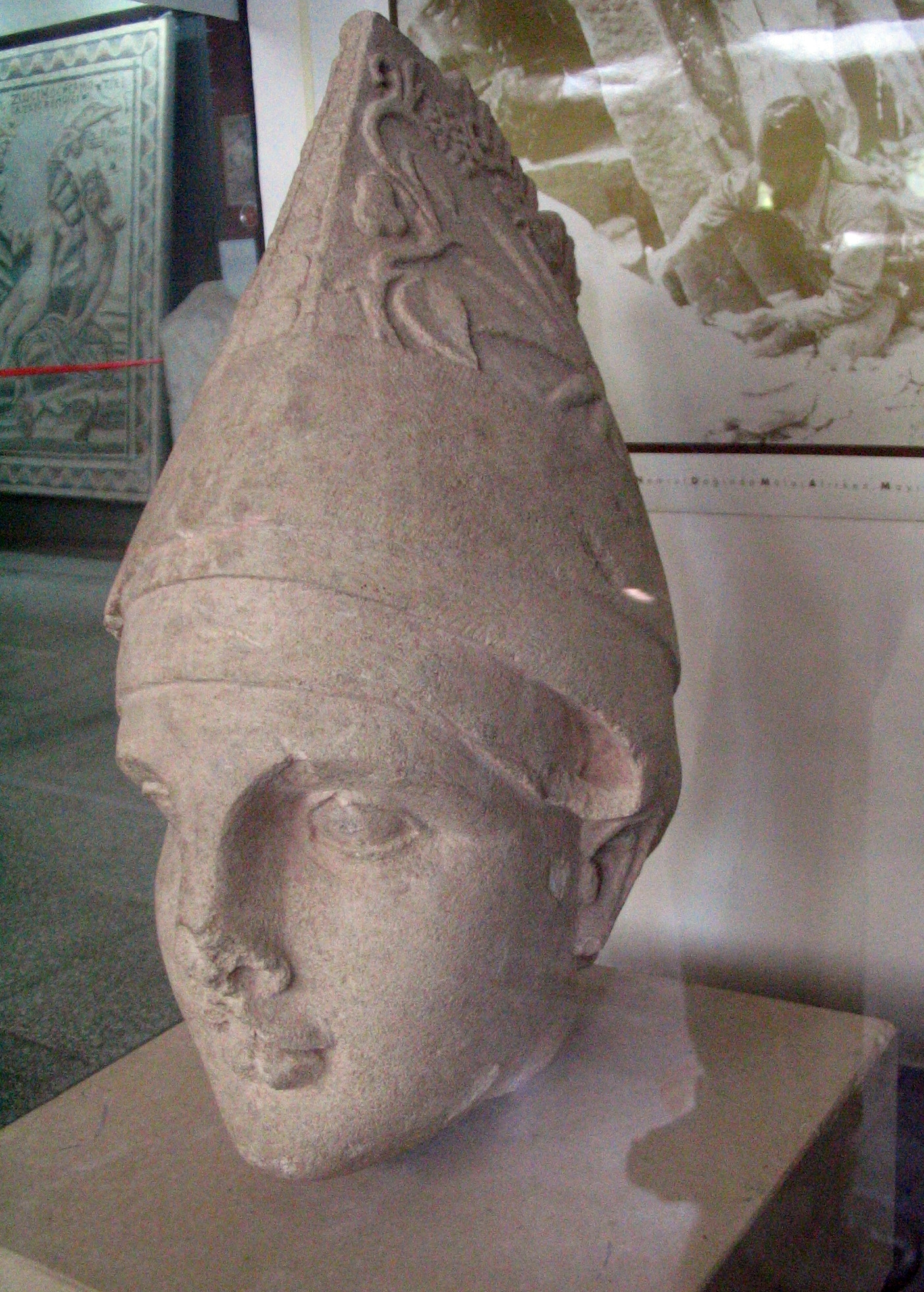
Antíoc I, en el Museu de Gaziantep

Cap al 163 aC, aprofitant la guerra civil en l'Imperi Selèucida, el sàtrapa Ptolemeu de Commagena es proclamà rei i va esdevenir independent. Va morir potser l'any 130 aC, després d'un llarguíssim regnat i el va succeir el seu fill Sames de Commagena (Samos Teòsebes el Just) i a aquest, el 109 aC el seu fill Mitridates I. El 86 aC el seu fill Antíoc I el va succeir.
Els sobirans de Commangena eren sensibles a l'equilibri de poder que havien de mantenir amb els regnes veïns més poderosos, com ara l'Imperi part a l’est i altres regnes selèucides. Per exemple, el rei Sames de Commagena va batejar el seu fill amb el nom de Mitriades, d’ascendència persa. Però com a contrapès, el va casar quan encara era príncep amb la filla del rei selèucida sirià Antíoc VIII Grip. El rei parlava grec, però ell i els seus antecessors anaven vestits com els iranians.

### La creació d'un culte religiós.
El seu successor Antíoc I va establir un culte religiós basat en un sincretisme grecopersa. Va crear un panteó de déus on cada divinitat estava identificada per un déu grec i un déu persa, com ara Zeus-Oromasdes, Apol·lo-Mitra-Hèlios-Hermes, Hèracles-Ares i la dea Commangena. Antíoc I va estendre per tota Commagena una xarxa d'espais de culte, a Arsameia de l'Eufrates, Arsamea del Nimfeu i al mont Nemrut, destinats a la veneració als avantpassats i les divinitats persohel·lèniques sincretitzades. A més, entre les figures també es representava a ell mateix divinitzat. El culte al déu persa Mitras fou fortament promogut, amb nombroses representacions al santuari del mont Nemrut.

### Contacte amb veïns poderosos
A mida que el poder selèucida s'anà debilitant, les regions al voltant del riu Eufrates van passar a la protecció de Tigranes II d'Armènia o bé de Mitridates I de Pàrtia. El rei armeni n'inicià l'expansió, convertint en vassalls els regnes veïns de Sofene, Osroene, Atropatene, Corduena i altres més. L'any 84 aC va ser el torn de Commagena, i el rei Antíoc I va reconèixer la sobirania de Tigranes II d'Armènia el Gran. Però l'any 69 aC el general romà Lucul·le, comandant l'expansió romana cap al riu Eufrates, va destruir Tigranocerta, la capital armènia. Veient la desfeta del rei armeni, Antíoc I arribà a un acord amistós amb el romans i va posar fi al vassallatge amb els armenis.
Lucul·le, ocupat amb la guerra amb els armenis, deixà que Antíoc I governés Commagena amb total autonomia. El seu objectiu no era crear una nova província romana, sinó separar els regnes vassalls del rei armeni i que aquests acceptessin l'hegemonia de Roma.

## Incorporació a l'Imperi Romà

### Estat client de Roma

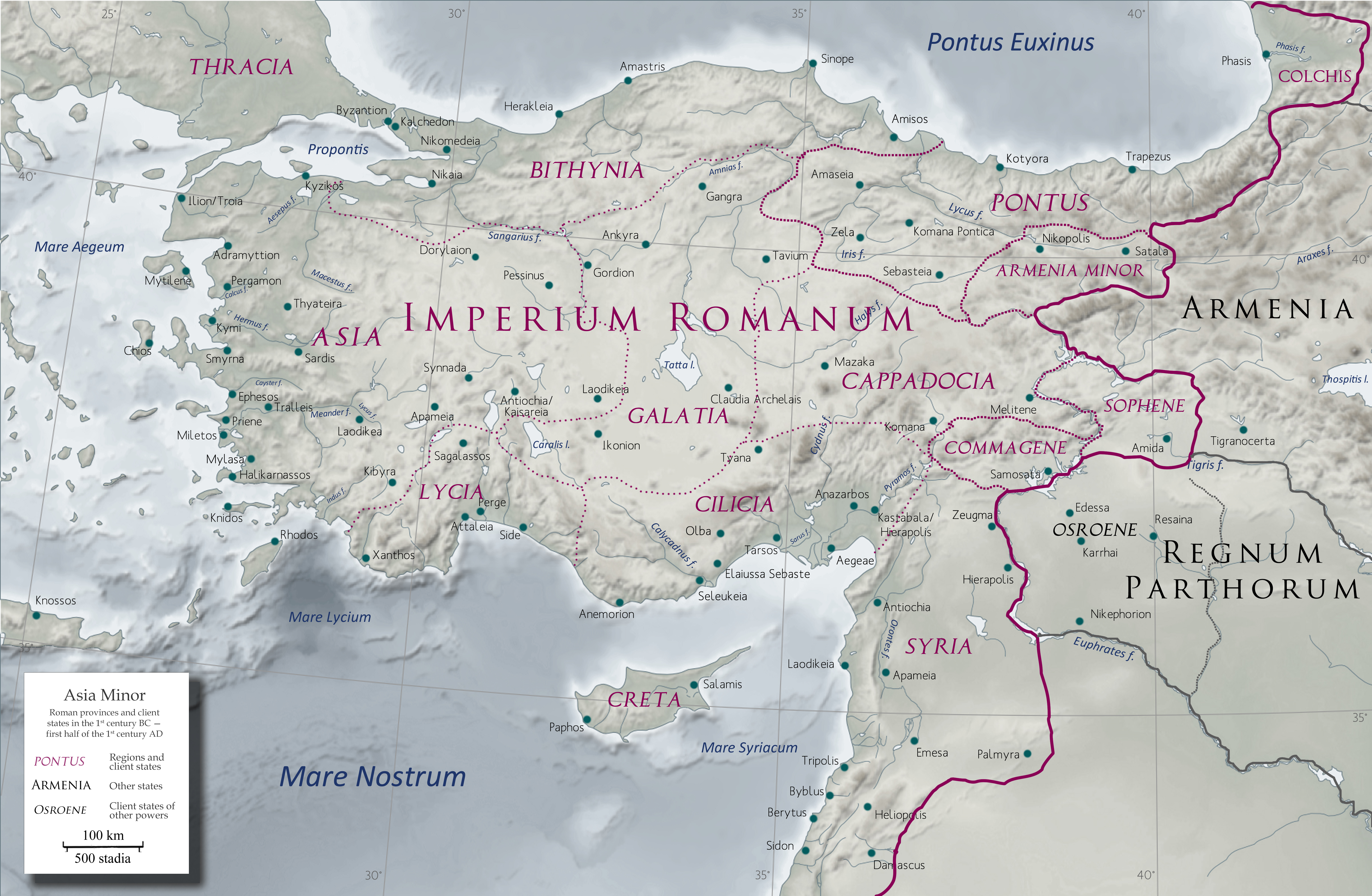
Anatòlia al primer segle dC, amb Commagena com a estat client de Roma

La incapacitat per part de Lucul·le d’acabar la guerra amb els armenis provocà la seva substitució pel general Pompeu. L'any 65 aC Pompeu va posar fi al Regne selèucida a Síria i marxà contra el rei Antíoc I de Commagena, però aquest va demanar la pau, convertint el seu regne en un client romà, i Pompeu hi establí una força militar. Gràcies a les bones relacions amb els romans, el territori del regne es va incrementar substancialment, i li assignaren la ciutat de Selèucia del Tigris i els territoris mesopotàmics ocupats per Pompeu.
Antíoc I de Commagena creà un culte reial per a ell mateix, i va fer construir el santuari religiós del mont Nemrut, un túmul funerari reial. Allà creà un lloc d'adoració als reis perses i grecs, i també als hel·lènics, amb la intenció d'intentar ser-ho tot davant dels humans i els déus.
L’any 62 aC Pompeu va assolir la consolidació del poder romà a l'Anatòlia oriental a partir de la mort de Mitridates VI Eupàtor, sobirà del Regne del Pont, després d'una llarga guerra que havia durat quaranta anys.
A la Guerra Civil romana entre Gneu Pompeu Magne i Juli Cèsar, Antíoc es va mostrar partidari de Gneu Pompeu Magne, al qual va ajudar amb soldats.

### Anys d'estira i arronsa
L'Imperi part lluitava per contenir l'avanç de l'Imperi romà cap a l'est. A la primavera de l'any 40 aC van conquerir als romans tota regió de Síria, excepte la ciutat de Tir. El romans, comandats per Marc Antoni, feren fora els parts l'any 39 aC. L’any següent Marc Antoni comandà amb el general romà Publi Ventidi Bas una expedició militar per castigar Antíoc I de Commagena, el qual havia ajudat els parts. Els romans van assetjar la capital, Samòsata, fins que acordaren un tractat de pau.
Antíoc I va morir entre el 38 aC i el 31 aC, i el va succeir el seu fill Mitridates II, del qual només se sap que en l'any 31 dC era aliat de Marc Antoni contra August en la batalla d'Àccium. Després de la derrota de Marc Antoni, però, Mitridates II es va esforçar per convertir-se en un aliat lleial d'August. Malgrat això, August l'obligà a lliurar a la província romana de Síria la població de Zeugma, que era un important punt de pas del riu Eufrates.
El germà petit de Mitridates II, el príncep Antíoc II de Commagena, matà l'ambaixador que el seu germà Mitridates havia enviat a Roma per denunciar el comportament del príncep. Assabentant-se d'això l'emperador August, convocà el príncep Antíoc II de Commagena a Roma l'any 29 aC i l'executà. Mitridates II va morir l'any 20 aC, i el tron passà al seu fill Mitridates III de Commagena. El regnat d'aquest fou breu, perquè morí l'any 12 aC. A Mitridates II el va succeir el seu fill Antíoc III, el qual regnà 37 anys i morí l'any 17 dC.

### Província romana

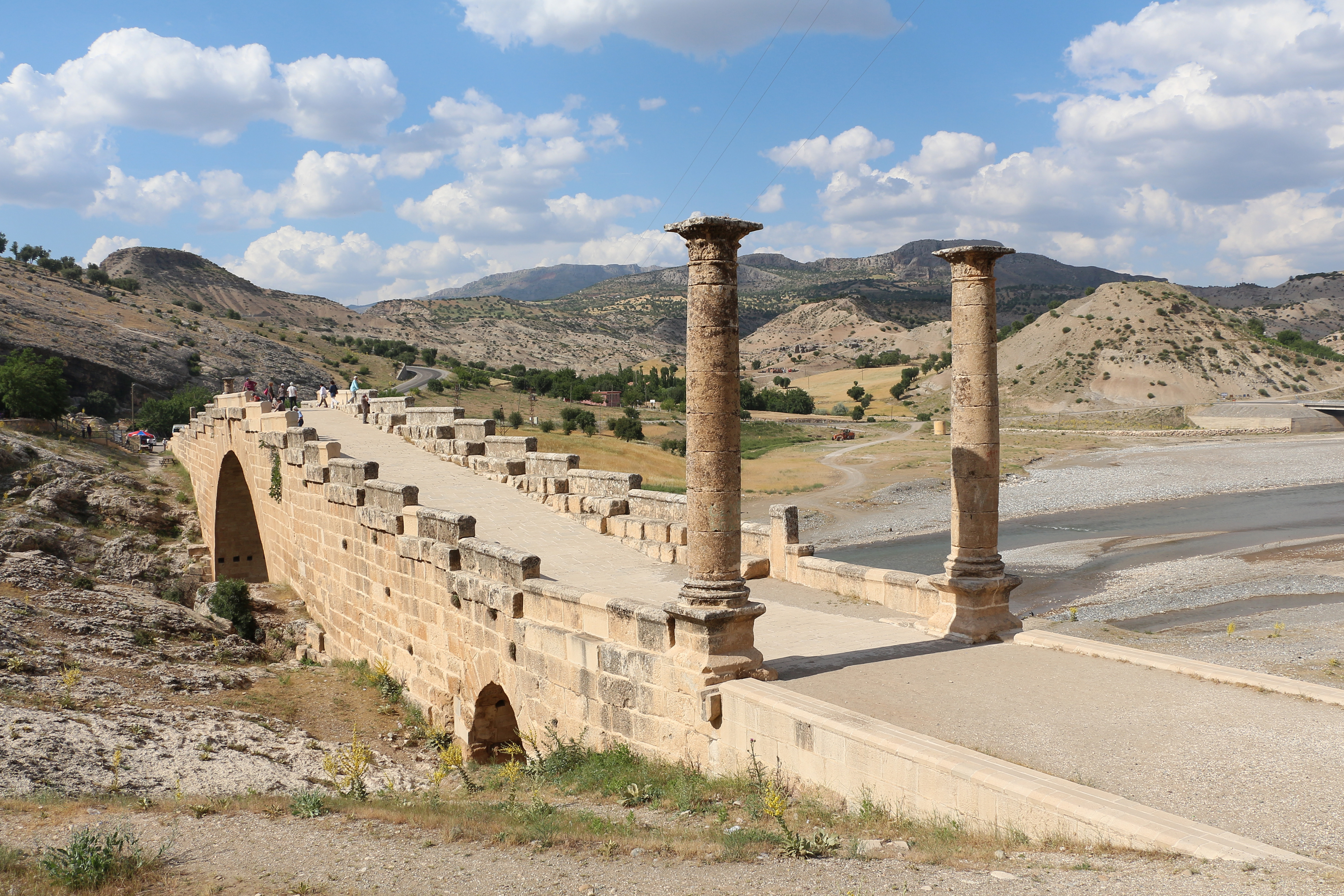
Pont de Septimi Sever, construit per legions romanes sobre el riu Chabinas

Els procés d’integrar Commagena en una província romana no fou immediat, sinó que depengué del grau de solidesa de la monarquia oròntida i dels objectius canviants de Roma. La primera vegada que Commagena s'integrà en una província romana es produí quan Antíoc III va morir l'any 17 dC. La seva mort implicà problemes importants al regne, el qual en aquell moment es trobava en una situació d'agitació política. Les raons d'aquesta situació no són clares, però pot ser que fos conseqüència que els seus fills, Antíoc i Iotapa, eren massa petits per succeir el pare. Això pot haver significat que no hi havia una autoritat efectiva per prevenir disturbis civils. Després de la mort del rei, hi van aparèixer dues faccions: una dirigida per nobles que volien que Commagene estigués sota el domini de l'Imperi Romà, i l'altra dirigida per ciutadans que volien que la independència de Commagene es mantingués sota el domini del seu rei. Ambdues faccions van enviar ambaixadors a Roma, demanant el consell i l'ajuda de l'emperador Tiberi per decidir el futur de Commagene. Tiberi va decidir fer de Commagene una part de la província romana de Síria.
Entre els anys 17 dC i el 38 dC Antíoc va viure i es va criar a Roma, juntament amb la seva germana. Sembla que va obtenir la ciutadania romana. Mentre ell i sa germana creixien a Roma, van formar part de la cort d'Antònia Menor, dona molt influent, puix era neboda del primer emperador romà August i filla petita del triumvir Marc Antoni. També era l'àvia del que seria emperador Calígula, amb qui Antíoc va fer una forta amistat. El Regne de Commagena fou restaurat l'any 38 per l'emperador Calígula, atorgant-lo a Antíoc IV de Commagena, fill del darrer rei i amic personal de l'emperador. Calígula també amplià el regne amb una part de Cilícia i donant al nou rei les rendes obtingudes de Commagena durant els 20 anys que havia estat província romana.
Calígula provocà una desestabilització important quan va haver de fer front a una conspiració a les províncies orientals de l'imperi. L’any 39 dC li fou revelat un complot a Roma, que involucrava els reis Antíoc IV de Commagena, Mitridates d'Ibèria i Ptolemeu de Mauritània, tots els quals foren deposats. Però l'any 41 dC Calígula fou assassinat i el succeí Claudi, el qual reinstaurà Antíoc IV com a rei de Commagena.
En els anys 55 dC i 59 dC Antíoc IV com a rei de Commagena sufocà la revolta tribal a Cilícia, posà soldats al servei de Roma en les campanyes contra els parts i va obtenir una part d'Armènia. El 69 dC, donà suport a Vespasià en la Guerra Civil romana de l'any dels quatre emperadors i envià tropes sota la direcció del seu fill per ajudar Titus durant el setge de Jerusalem. L'any 72 dC es desencadenà l'episodi definitiu per integrar Commagena en una província romana. Petus, governador romà de Síria, acusà Antíoc IV de conspiració amb els parts i el seu regne fou definitivament suprimit i annexionat a Roma. La capital Samòsata canvià de nom a Flavia Samòsata. El deposat rei Antíoc IV de Commagena es retirà a Roma, on va viure amb els seus fills Antíoc i Cal·linic.
Durant tres-cents anys, la frontera entre l'Imperi romà i l'Imperi part romandria al riu Eufrates, malgrat els esforços de Roma per avançar cap a l'est. En aquest sentit, Commagena, situada a la riba dreta del riu, tenia una importància estratègica.

### Destrucció cultural

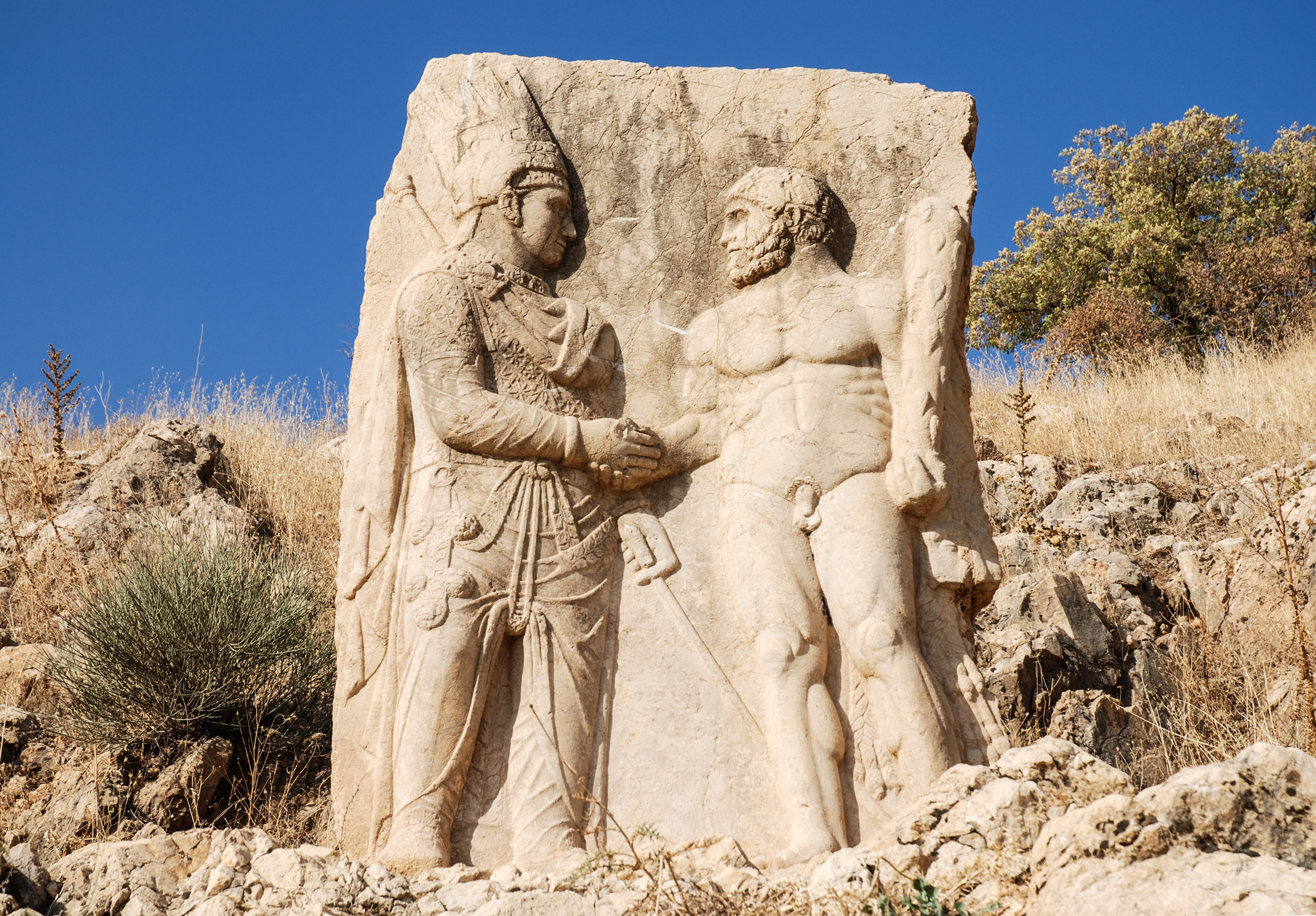
Relleu d'Antíoc I de Commagena i Hèracles a l'antiga ciutat d'Arsameia

L’ocupació romana provocà una notable destrucció dels símbols polítics del regne, així com la desaparició de la vida cultural palatina. La ciutat d'Arsamea encara mostra 2.000 anys després rastres visibles d’una destrucció intencionada i sistemàtica dels monuments reials. El fet que la ciutat ja estigués abandonada facilità que, en el segle i, els enginyers romans reciclessin les pedres de la cambra sepulcral de la reina Isias i de les princeses Antíoca i Aca de Commagena al túmul de Karakuç per construir el pont de Sèptim Sever sobre el riu Cabinas. El mateix nom d'Arsameia va desaparèixer dels documents escrits a l'època imperial. Va romandre completament oblidat fins al dia en què les inscripcions d'Arsamea foren redescobertes i llegides de nou a mitjan segle xx.
Els nous governants romans van tancar o destruir els antics santuaris perses, alhora que donaven suport als centres arameus de culte religiós a Dülük, com si estiguessin preocupats que els santuaris erigits pels reis oròntides podrien convertir-se en focus de resistència antiromana. Julia Balbilla, poeta i neta del rei Antíoc IV de Commagena, en les seves obres fa una al·lusió llunyana als actes de destrucció comesos pels conqueridors als santuaris del seu país. Els seus poemes també testimonien el sofisticat entorn cultural de la cort reial de Commagena. El mecenatge reial incloïa retòrics, filòsofs, poetes, arquitectes, escultors, sacerdots i teòlegs, i amb tota probabilitat també historiadors de la dinastia.

## Evolució en l'antiguitat tardana
Més tard, a Commagena se li va unir el districte de Cirrèstica i es va convertir en la província Eufratense sota un prefecte (praeses). En temps de Constantí, al segle iv, la capital va passar a Hieràpolis.
L'any 543, els perses de Khosraw (Còsroes) van envair la província, però Belisari els va rebutjar. El país va mantenir-se sota l'Imperi Romà d'Orient fins a la conquesta àrab del territori al segle vii, quan el nom de Commagena, que ja gairebé no s'usava, va desaparèixer.

## Llista de reis
- Ptolemeu (sàtrapa vers 201-163 aC, rei des 163 aC) 163-130 aC
- Sames de Commagena 130-109 aC
- Mitridates I Cal·linic 109-86 aC
- Antíoc I Teos Diceos Epífanes Filoromà Filohel·lè 86-35 aC (vassall del rei Tigranes II d'Armènia del 83 al 65 aC)
- Mitridates II de Commagena 35-31 aC
- Antíoc II 31-29 aC
- Interregne 29-20 aC
- Mitridates III 20-12 aC
- Antíoc III 12 aC-17 dC (amb la seva mort, Commagena fou annexionada per Roma)
- Governat per Roma com a província 17-38
- Antíoc IV Epífanes 38-39
- a la província romana de Síria 39-41
- Antíoc IV Epífanes (restaurat) 39-73 (el 72 dC l'emperador Vespasià convertix Commanega en província romana)